# Together/키미노소바데 ~히카리노테마~
〈Together/그대의 곁에서 (히카리의 테마)〉(일본어: Together／君のそばで 〜ヒカリのテーマ〜 トゥゲザー／きみのそばで 〜ヒカリのテーマ〜[*])는 아키요시 후미에와 그린의 싱글이다.

## 내용
〈Together〉는 포켓몬스터 DP의 첫 번째 오프닝 곡이며, 히카리(한국명은 빛나)를 메인으로 한 〈너의 곁에서 (히카리의 테마)〉는 첫 번째 엔딩곡이다. Together는 2007년 10기 극장판을 맞이하여 〈Together2007〉로 리메이크되고, 또한 2008년에 〈Together2008〉로 또다시 2기 오프닝으로 리메이크되었다. 〈너의 곁에서 (히카리의 테마)〉도 2007년 Pop-Up 버전과 Winter 버전으로 2, 3기 엔딩으로 두 번 리메이크되고, 2010년에는 히카리가 부른 버전도 등장하였다.
초회판의 DVD에서는 DP 테마송뿐만 아니라, AG에서 쓰였던 〈스퍼트!〉와 〈나, 지지 않아 (하루카의 테마)〉도 추가되었다. 〈Togehter〉는 포켓몬스터 오프닝 테마 중 〈노려라 포켓몬 마스터〉 다음으로 사용 기간이 길고(2006년 9월 ~ 2008년 5월), 2008년 버전까지 합치면 2년동안 사용하였다(~ 2008년 9월 25일). 대한민국에서는 〈Together〉는 〈웃어봐〉로, 〈너의 곁에서 (히카리의 테마)〉는 〈함께 가는 길〉이라는 제목으로 각각 오프닝과 엔딩으로 쓰였다.

## 트랙리스트

### 통상판
1. Together
  - 노래: 아키요시 후미에
  - 작사: D&P 프로젝트, 작곡: Rie, 편곡: 이치카와 준
2. 너의 곁에서 (히카리[N 1]의 테마)(君のそばで 〜ヒカリのテーマ〜)
  - 노래: 그린
  - 작사: HIKARI·Project, 작곡 · 편곡: 요다 카즈오
3. 너의 곁에서 (히카리[N 1]의 테마) (발라드 인스트로 버전)(君のそばで 〜ヒカリのテーマ〜（バラードインストバージョン)
  - 작곡 · 편곡: 요다 카즈오
4. 나에토루, 폿차마,  히코자루[N 2] 등장 (ナエトル、ポッチャマ、ヒコザル登場 ナエトル、ポッチャマ、ヒコザルとうじょう[*])
  - 작곡 · 편곡: 미야자키 신지
5. 새로운 사토시[N 3]의 테마(新・サトシのテーマ)
  - 작곡 · 편곡: 미야자키 신지
6. Together (Inst.)
7. 너의 곁에서 (히카리의 테마) (Inst.)

### 초회반

#### CD
1. Together
  - 노래: 아키요시 후미에
  - 작사: D&P 프로젝트, 작곡: Rie, 편곡: 이치카와 준
2. 너의 곁에서 (히카리[N 1]의 테마)(君のそばで 〜ヒカリのテーマ〜)
  - 노래: 그린
  - 작사: HIKARI·Project, 작곡 · 편곡: 요다 카즈오
3. Together (Inst.)
4. 너의 곁에서 (히카리의 테마) (Inst.)

#### DVD
1. Together
  - 노래: 아키요시 후미에
2. 너의 곁에서 (히카리[N 1]의 테마)(君のそばで 〜ヒカリのテーマ〜)
  - 노래: 그린
3. 스퍼트!(スパート!)
  - 노래: 마츠모토 리카(사토시(한지우) 역)
  - 작사: 토다 아키히토, 작곡 · 편곡: 타나카 히로카즈
4. 나, 지지 않아! (하루카[N 4]의 테마)
  - 노래: 카오리(하루카 역)
  - 작사: 요시카와 초지, 작곡 · 편곡: 니시오카 카즈야

## 같이 보기
- 나빛나
- 포켓몬스터DP (애니메이션)